# تظاهرات ۲۲ بهمن ۱۳۸۸ هواداران جنبش سبز
تظاهرات هواداران جنبش سبز در ۲۲ بهمن ۱۳۸۸ تظاهراتی بود که با دعوت گروه‌های اصلاح‌طلب، هم‌زمان با تظاهرات هرسالهٔ جشن پیروزی انقلاب در تاریخ ۲۲ بهمن ۱۳۸۸ توسط هوادران جنبش سبز صورت گرفت. این تظاهرات با حمله نیروهای امنیتی به سران اصلاح‌طلب و مردم و دستگیری عده‌ای همراه بود.

## پیش‌زمینه
علاوه بر راهپیمایی‌های دولتی، بسیاری از معترضان اعلام کردند که قصد دارند در روز ۲۲ بهمن دست به راهپیمایی اعتراضی بزنند.
نیروهای سپاه و بسیج به همراه لباس شخصی‌ها تا روز تظاهرات ۲۲ بهمن، در هشت ماهی که از آغاز اعتراض‌ها به نتایج انتخابات ریاست جمهوری گذشته بود، با سرکوب معترضان کوشیدند تا مانع گسترش این تظاهرات‌ها بشوند. معترضان در این مدت با استفاده از ایامی که راهپیمایی‌های دولتی برگزار می‌شود، این روزها را تحت تأثیر حضور خود قرار می‌دادند. پیش از تظاهرات ۲۲ بهمن، مراسم روزهای «قدس» و «۱۳ آبان» تحت‌الشعاع راهپیمایی معترضان قرار گرفته بود. در راستای این تظاهرات در روز دهم ماه محرم، هم‌زمان با برگزاری مراسم عاشورا در تهران و برخی شهرستان‌های دیگر نیروهای انتظامی و امنیتی با معترضان درگیر شدند که بگفته مقامات ایرانی در تاریخ ششم دی ماه و حضور معترضان در مراسم عاشورا دست کم هفت نفر کشته و بیش از هزار نفر بازداشت شدند.

### تجمع‌های قبل از ۲۲ بهمن
در ۱۱ بهمن، شماری از ایرانیان مقیم فرانسه هم‌زمان با برگزاری مراسمی به مناسبت سالگرد بازگشت سید روح‌الله خمینی به ایران در نوفل لوشاتو پاریس به درگیری لفظی با کارکنان سفارت جمهوری اسلامی در پاریس پرداختند.
در ۱۵ بهمن، مراسم چهلمین روز درگذشت علی حبیبی موسوی خواهرزاده میرحسین موسوی که روز عاشورا در تهران ترور شد، برگزار شد. روزنامه اعتماد نوشته که «خانواده علی حبیبی موسوی روز پنجشنبه، در قطعه ۹ بهشت زهرای تهران گردهم آمدند و با خواندن فاتحه مزار آن شهید را ترک کردند و برای برگزاری مراسم چهلم به خانه آن شهید رفتند.» در این مراسم میرحسین موسوی، زهرا رهنورد و جمعی از شخصیت‌های سیاسی و فرهنگی نیز حضور داشتند.

### دعوت رهبران، احزاب و حامیان جنبش سبز

#### میرحسین موسوی و مهدی کروبی
میرحسین موسوی و مهدی کروبی از رهبران جنبش سبز در اعلام نظری مشترک با محکوم کردن اجرای دو حکم اعدامی که در آن وقت صورت گرفته بود، صدور و اجرای این گونه احکام را عجولانه و با هدف ایجاد ترس برای شرکت نکردن مردم در راه‌پیمایی روز ۲۲ بهمن ارزیابی کردند. مهدی کروبی و میرحسین موسوی با دعوت از مردم برای «حضوری گسترده» در راهپیمایی ۲۲ بهمن تأکید کردند که «اکثریت مردم تنها حق خود را می‌خواهند و به دنبال تغییرات ساختاری در اصل نظام نیستند، ولیکن به نظر می‌رسد که حاکمیت نسبت به همین صدای حق خواهی مردم نیز احساس خطر می‌کند در حالی که شنیدن این صدای اکثریت و پاسخ به آن تنها راهکار خروج از بحران است.»
میرحسین موسوی ۲۲ بهمن ماه را «یک روز جامع و از ایام الله» خواند و گفت «باید با روحیه جمع بودن اما ضمن حفظ هویت در این گونه حرکت‌ها حضور داشته باشیم.» وی جنبش سبز را جنبش جوانی نامید که «جوانان در آن سهم بالایی» دارند.
مهدی کروبی با انتشار بیانیه‌ای ضمن دعوت از مردم برای حضور در راه‌پیمایی ۲۲ بهمن، با بیان این‌که این روز به هیچ گروه خاصی تعلق ندارد گفت «همه با هم، آرام و با صلابت در سالروز ۲۲ بهمن که یادآور تجلی باور دینی و عزم ملی مردم شریف ایران و نقطه عطفی در تاریخ پر افتخار کشورمان است، در راهپیمائی شرکت می‌کنیم.» وی گفت در حالی «به استقبال سالروز ۲۲ بهمن امسال می‌رویم که دو رکن جمهوریت و اسلامیت نظام بشدت زیر سؤال» رفته‌است. وی در ۲۱ بهمن در اطلاعیه‌ای اعلام کرد: «از ساعت ۱۰ صبح روز ۲۲ بهمن از فلکه دوم صادقیه به سمت میدان آزادی تهران راهپیمایی خواهد کرد.»

#### احزاب اصلاح‌طلب
شورای هماهنگی جبهه اصلاحات با صدور بیانیه‌ای، از «قشرها مختلف مردم برای شرکت پرشور و همراه با نمادهای سبز» در راهپیمایی ۲۲ بهمن دعوت کرد.
در این بیانیه آمده‌است: «در ۲۲ بهمن با نماد سبز می‌آییم تا اعلام نماییم وا اسفا از تنگ نظری و کوته بینی کوچکانی که بر صدر نشسته‌اند و هر معترض و منتقدی را عامل بیگانه و فریب خورده و برانداز می‌دانند و هر انتقادی را تخریب، که ظرفیت انقلاب اسلامی و پویایی آن در گرو تضارب اندیشه و افکار است و نابودی کشور، سرنوشت محتوم سیستم‌های تک صدایی. می‌آییم تا فریاد زنیم زندانیان سیاسی که اکثراً فخرآفرینان بهمن ۵۷ بودند را آزاد کنید و به جای زندان و برخورد و خشونت با ملت، به اصول و آرمان‌ها برگردید، به اجرای قانون همت گمارید و به جای توهم توطئه به تحلیل عملکرد خود و نهادهای همسو همت گمارید.»
حزب مشارکت ایران اسلامی، سازمان مجاهدین انقلاب اسلامی ایران، مجمع نمایندگان ادوار مجلس، انجمن اسلامی مدرسین دانشگاه‌ها، مجمع دانش آموختگان ایران اسلامی، حزب اسلامی کار، مجمع نیروهای خط امام، حزب اراده ملت ایران، حزب جوانان ایران اسلامی، حزب مردم سالاری، انجمن اسلامی معلمان ایران، انجمن اسلامی مهندسان ایران، حزب کارگزاران ایران اسلامی، انجمن روزنامه‌نگاران زن ایران، مجمع فرهنگیان ایران اسلامی، حزب همبستگی و مجمع مدرسین و محققین حوزه علمیه قم، از امضا کنندگان این بیانیه بودند.
حزب اعتماد ملی، حزب متبوع مهدی کروبی، نیز پیش از این در بیانیه‌ای جداگانه از مردم برای شرکت در راهپیمایی ۲۲ بهمن دعوت کرده بود.
مجمع روحانیون مبارز با صدور بیانیه‌ای به مناسبت «دهه فجر»، ضمن بیان آرمان‌ها و اهداف و نقد اوضاع و اشاره به راهپیمایی ۲۲ بهمن، تأکید کرد «با کمال متانت» و با تکیه بر «شعارهای بنیادین برآمده از متن انقلاب و وجدان مردم» همچون «استقلال، آزادی، جمهوری اسلامی» و پرهیز از «شعارهای انحرافی»، در این راهپیمایی شرکت می‌کند.

#### دانشگاهیان و فعالان مدنی و سیاسی
ده‌ها چهره دانشگاهی و فعال سیاسی و مدنی ایرانی، در بیانیه‌ای که به امضای ۸۰ چهره دانشگاهی و فعال سیاسی مدنی رسیده‌است، با اشاره به احکام اعدام برای برخی معترضان، «اعمال این گونه خشونت‌های عریان» را با هدف «رعب افکندن در دل مردم و به خاموشی کشاندن جنبش دموکراسی‌خواهی آنان» دانستند و مردم را به برگزاری راه‌پیمایی اعتراضی مسالمت‌آمیز در سالروز پیروزی انقلاب بهمن ۵۷ دعوت کردند.
عده‌ای از چهره‌های شاخص علمی ایرانی مقیم خارج از کشور نیز در ۲۱ بهمن ۱۳۸۸ در بیانیه‌ای گفتند که «با توجه به شرایط تاریخی و حساس ۲۲ بهمن، از پیام‌های اخیر موسوی و مهدی کروبی برای راه‌پیمایی صلح جویانه و جلوگیری از خشونت برای اهداف دمکراتیک حمایت می‌کنند.» آن‌ها در این بیانیه «از حرکت مردمی و صلح جویانه جنبش سبز در روز ۲۲ بهمن» حمایت کردند.

## بازداشت‌ها و هشدارها پیش از تظاهرات

### بازداشت گستردهٔ فعالان
راه‌پیمایی ۲۲ بهمن که در ۳۱ سال گذشته به سنتی برای بزرگ‌داشت انقلاب سال ۱۳۵۷ در ایران تبدیل شده بود در این سال در حالی در ایران برگزار شد که به دنبال حوادث پس از انتخابات ریاست جمهوری کشور به بزرگ‌ترین زندان روزنامه‌نگاران در جهان بدل شده بود. در آستانهٔ تظاهرات ۲۲ بهمن، بیش از ۶۰ روزنامه‌نگار در زندان‌ها به سر می‌بردند. برخی از صاحب‌نظران حامی جنبش سبز، هدف از بازداشت‌های گسترده اخیر را، تاکتیکی برای مرعوب کردن معترضان و جلوگیری از حضور آن‌ها در مراسم ۲۲ بهمن و در نتیجه کوچک‌تر کردن دامنه تظاهرات دانستند.
برخی از بازداشت‌شدگان در چند روز پیش از ۲۲ بهمن از این قرارند: احسان مهرابی خبرنگار روزنامه فرهیختگان، حسن ظهوری روزنامه‌نگار حوزه میراث فرهنگی، امیر صادقی عکاس خبری، مریم قنبری وکیل دادگستری و فعال حقوق زنان، ماه فرید منصوریان فعال محیط زیست، اکبر منتجبی روزنامه‌نگار، احمد جلالی فراهانی دبیر اخراج‌شده سرویس اجتماعی خبرگزاری مهر، مهسا جزینی فعال کمپین یک میلیون امضا، زینب کاظم‌خواه خبرنگار یک خبرگزاری دولتی، سمیه مؤمنی روزنامه‌نگار و فعال کمپین یک میلیون امضا، سما بهمنی فعال حقوق بشر در مهاباد، حسن ظهوری خبرنگار خبرگزاری میراث فرهنگی و گردشگری، امیر صادقی عکاس خبری، علی کلایی از اعضای کمیته گزارشگران حقوق‌بشر، نادر احسنی و خواهرش الهام از فعالان دانشجویی، وحید پوراستاد روزنامه‌نگار، علی ملیحی روزنامه‌نگار، ملودی محمودی زنگنه آهنگساز و ترانه‌سرا، نیلوفر لاری ترانه‌سرا و نیز چند تن از اعضای خانواده‌های زندانیان دهه شصت، برخی اعضای مادران عزادار، و نیز هفت نفر از بهائیان.
همچنین در روز بیستم بهمن علیرضا بهشتی مشاور میرحسین موسوی و محمدرضا تاجیک مشاور محمد خاتمی از زندان آزاد شدند. محمدرضا تاجیک چند ساعت پس از آزادی در برنامهٔ غیرزندهٔ گفتگوی ویژهٔ خبری شبکهٔ دوم صدا و سیما ظاهر شد و تمامی جنبش اصلاحات را زیر سؤال برد.

### تهدیدات و هشدارهای مسئولان و نهادها
- امامی کاشانی، خطیب نماز جمعه تهران در آستانه ۲۲ بهمن در نماز جمعه گفت: «اگر کسی بخواهد در راهپیمایی این روز شعارهایی بدهد که شرایط ۲۲ بهمن‌ماه در دنیا به گفته وی آلوده شود، پیش خدا، شهدا و امام مسوول است.» وی با تأکید بر این‌که مردم باید سعی کنند در این روز وحدت خود را نشان دهند، از جوانان خواست شعار دهندگان را به میان خود راه ندهند.[۳۷]
- حسین همدانی، فرمانده سپاه محمد رسول‌الله تهران بزرگ در تاریخ ۱۰ بهمن هشدار داد که در صورت شرکت طرفداران جنبش سبز در راهپیمایی روز ۲۲ بهمن با آن‌ها به «شدت» برخورد می‌شود. وی در یک نشست خبری در تشریح برنامه‌های سپاه برای سالگرد انقلاب با اشاره به احتمال حضور معترضان در راهپیمایی ۲۲ بهمن گفت: «ما به هیچ عنوان اجازه نمی‌دهیم چیزی به عنوان موج سبز خودی نشان بدهد.» او افزود: «قطعاً چنین حرکتی را هم شاهد نخواهیم بود و اگر هم عده قلیلی باشند که حرکتی انجام دهند، به شدت برخورد خواهیم کرد.»[۳۸] همچنین وی گفت که در راه‌پیمایی ۲۲ بهمن، شعارهای خارج از قاعده و اصول که شکاف ایجاد می‌کند، نباید مطرح شود و اگر کسی خارج از سبک کاروان انقلاب بخواهد وارد راه‌پیمایی شود، نیروهای امنیتی به شدت با او برخورد می‌کنند.[۳۰]
- روزنامه کیهان در آستانه ۲۲ بهمن بار دیگر از قوه قضائیه خواست تا میرحسین موسوی و دیگر رهبران اعتراضات پس از انتخابات را محاکمه کند. این روزنامه از رهبران اعتراضات پس از انتخابات با عنوان «سران فتنه» نام برد و نوشت دستگاه قضایی «دیگر نباید به مسببان این حوادث اجازه جولان بدهد.»[۳۹]
- صادق لاریجانی رئیس وقت قوه قضائیه در ۱۸ بهمن در جلسه مسئولان قوه قضائیه از هماهنگی این قوه با دستگاه‌های امنیتی و انتظامی خبر داد و گفت که «دستگاه قضائی با هماهنگی نیروهای انتظامی و امنیتی، با قاطعیت در مقابل افراد ضدانقلاب و مخالفان نظام جمهوری اسلامی خواهد ایستاد و نخواهد گذاشت که عده‌ای با توهمات و تخیلات خود برای مردم ایجاد مزاحمت کنند.» رئیس قوه قضائیه همچنین گفت که «توهم ایجاد انقلاب رنگین و مخملی در عزم آنان و مردم برای برخورد با مخالفان خللی ایجاد نخواهد کرد.» روزنامه جام‌جم با انتشار سخنان تهدیدآمیز رئیس قوه قضائیه علیه مخالفان و معترضان نوشت که قوه قضائیه با معترضان در روز ۲۲ بهمن برخورد قاطع می‌کند.[۴۰]

حیدر مصلحی وزیر اطلاعات، اسماعیل احمدی مقدم فرمانده و احمدرضا رادان جانشین فرمانده نیروی انتظامی در گردهمایی مشترک امنیتی در آستانه راهپیمایی ۲۲ بهمن که با حضور فرماندهان بسیج، سپاه پاسداران و نیروی انتظامی برپا شد، سخنرانی کردند.
- حیدر مصلحی، وزیر اطلاعات در این جلسه طی سخنانی به هماهنگی دستگاه‌های امنیتی و انتظامی به خصوص بسیجیان برای مقابله با حضور احتمالی معترضان در راهیپمایی ۲۲ بهمن اشاره کرد.[۴۱]
- اسماعیل احمدی مقدم فرمانده نیروی انتظامی نیز در این جلسه با اشاره به در پیش بودن راهپیمایی ۲۲ بهمن و تأکید براینکه «نباید ترسید و عقب‌نشینی کرد» گفت که «باید با بصیرت و استقامت اجازه خودنمایی و عرض اندام» را از معترضان گرفت. وی در عین حال گفته‌است «اعتقاد دارم جریان فتنه دیگر رفتار احمقانه‌ای همچون روز عاشورا نخواهد کرد ولی ما پیش‌بینی‌های لازم را برای رعایت جانب احتیاط در این مراسم با همکاری بسیج به عمل می‌آوریم.»[۴۱] همچنین او در سخنرانی دیگری با اشاره به این که در روز ۲۲ بهمن «اجازه ناامنی نمی‌دهیم»، هشدار داد اگر کسانی در این روز قصد اخلال داشته باشند، مردم با آن‌ها برخورد می‌کنند.[۳۰]
- احمدرضا رادان جانشین فرمانده نیروی انتظامی، گفت: «مردم در راهپیمایی ۲۲ بهمن هیچ نماد انحرافی، شعار انحرافی را تحمل نخواهند کرد و پلیس هم مانند مردم در قبال این‌گونه حرکات تحمل نخواهد کرد.»[۳۰] او پیش‌بینی کرد که مخالفان «اجازه ظهور و بروز» نخواهند داشت.[۳۰] همچنین در ۱۹ بهمن، روزنامه جمهوری اسلامی با انتشار اظهارات تهدیدآمیز احمدرضا رادان جانشین فرمانده نیروی انتظامی علیه معترضان، به نقل از وی نوشت «مردان و زنانی که چشم فتنه گران را بیرون آوردند تا آخرین نفس پشت سر ولی فقیه ایستاده‌اند.»[۴۱]
- خبرگزاری ایلنا هشدار یک منبع آگاه نیروی انتظامی به معترضان را مخابره کرد. این منبع آگاه گفته بود: در مراسم راهپیمایی ۲۲ بهمن «هر کس، تحت هر عنوانی از سوی پلیس و نیروی‌های امنیتی دستگیر شود تا ۲۰ فروردین در بازداشت می‌ماند».[۴۲]
- در آستانه ۲۲ بهمن، یکی از تشکل‌های تازه‌بنیاد حامی دولت با نام جنبش سرخ حسینی، در بیانیه‌ای به تهدید معترضان پرداخت. وبگاه‌های جنبش سبز، با اشاره به تعلق این تشکل به نیروهای لباس‌شخصی حمله‌کننده به معترضان، تهدید آن را بیشتر یک حرکت تبلیغاتی دانستند.[۴۳]

## تظاهرات مردمی

### تهران
با شروع راهپیمایی در مسیر خیابان‌های منتهی به سوی میدان آزادی، درگیری‌های میان معترضان و نیروهای انتظامی و لباس شخصی آغاز شد. بر پایهٔ گزارش‌ها، نخستین درگیری‌ها در فلکه دوم صادقیه روی داد.
به گزارش سایت‌های اینترنتیِ هوادار جنبش سبز و برخی گزارش‌های دیگر، شمار زیادی از معترضین هم در میدان‌های آزادی، ونک، صادقیه و فلسطین تجمع کرده‌اند اما تلویزیون ایران تنها مراسم رسمی را نشان می‌دهد. گفته می‌شود در غرب تهران نیروهای انتظامی با پرتاب گاز اشک‌آور و حمله با باتوم مانع از راه یافتن معترضین به خیابان آزادی می‌شوند و برخی گزارش‌ها حاکی از زخمی شدن عده‌ای است.
خبرگزاری رویترز به نقل از وبگاه صدای سبز ایران گزارش داد نیروهای امنیتی به سمت تظاهرکنندگان آتش گشوده و به سوی آن‌ها گاز اشک‌آور پرتاب کرده‌اند.
به گزارش خبرگزاری فرانسه، در میدان صادقیه پلیس به سمت معترضان گلوله‌های رنگ شلیک کرده‌است. شلیک این نوع گلوله با هدف دستگیری بعدی معترضان صورت می‌گیرد. این خبرگزاری همچنین از مجروح شدن برخی از معترضان در میدان صادقیه خبر داد. معترضین در فلکه صادقیه شعار برگزاری همه‌پرسی می‌دادند.
به گزارش واشینگتن پست نیروهای ویژه سپاه پاسداران با یونیفورم‌های زیتونی رنگ و ماسک‌های مشکی، درحالی که تفنگ داشتند گروه‌های سربازان را هدایت می‌کردند. این روزنامه نوشت تدابیر امنیتی حتی در کانون محل برگزاری مراسم نیز شدید بود و هواداران دولت با داربست به گروه‌های مختلف تقسیم شده بودند.
همچنین در دیگر مناطق تهران، از جمله میدان انقلاب، خیابان آزادی، خیابان وصال و میدان ونک، نیروهای انتظامی و لباس‌شخصی‌ها به معترضان حمله‌ور شدند. در جریان این درگیری‌ها شماری از معترضان بازداشت شدند. افراد بازداشت‌شده در پیرامون میدان ونک به یکی از ساختمان‌های متعلق به توانیر در خیابان برزیل منتقل می‌شدند.
برخوردهای خشونت‌بار در حالی صورت گرفت که مرتضی تمدن، استاندار تهران روز ۱۶ بهمن به رسانه‌ها گفته‌بود که برای روز ۲۲ بهمن «تدابیر امنیتی خاصی» در نظر گرفته نشده و موارد پیش‌بینی شده برای این روز در قالب «بسته‌ای فرهنگی» است.
بر پایهٔ گزارش وبگاه جرس، پیش از آغاز راهپیمایی، ماشین‌های آب‌پاش ضدشورش که مجهز به آب داغ فشار قوی هستند در مقابل صدا و سیما مستقر شده بودند. همچنین گارد ضدشورش نیز در داخل صداو سیما به حالت آماده‌باش حاضر بودند. گزارش جرس به حضور تعداد زیادی از نیروهای نظامی و بسیجی در محدوده خیابان کارگر و امیرآباد شمالی نیز اشاره کرده‌است. بر پایه دیگر گزارش‌ها، تعداد زیادی از نیروهای ضدشورش در برخی حوزه‌های مقاومت و مسجدهای نزدیک به میدان آزادی، مستقر شده بودند.
بر پایه برخی خبرها، بیشترین تلاش نیروهای حکومتی بر جلوگیری از حضور معترضان در میدان آزادی متمرکز شده‌بود. این میدان به‌عنوان محل برگزاری مراسم رسمی با شرکت میهمانان و خبرنگاران خارجی در نظر گرفته شده‌بود.
در طول سخنرانی محمود احمدی‌نژاد در مراسم رسمی سالگرد ۲۲ بهمن در میدان آزادی، و پس از دادن وعده‌هایی مانند تبدیل ایران به دوازدهمین قدرت اقتصادی در جهان ظرف ۵ سال از سوی او، معترضانی که چند صد متر دورتر از جایگاه رسمی تجمع کرده بودند، اقدام به سردادن شعارهای «دروغگو، دروغگو» کردند.
همچنین در جریان سخنرانی او می‌شد شعار «مرگ بر دیکتاتور» را از میان جمعیت شنید.
پخش زنده سخنرانی احمدی‌نژاد در شبکه خبر صدا وسیمای جمهوری اسلامی، با دستکاری‌های فنی همراه بود و دوربین‌ها روی جمعیت محدودی متمرکز بودند.
سفیران بریتانیا، فرانسه، آلمان، ایتالیا و هلند این مراسم و سخنرانی محمود احمدی‌نژاد را از پیش تحریم کرده بودند.

### شهرهای دیگر
- در شهر اصفهان مأموران در حد فاصل پل آذر و سی و سه پل به مردم معترض حمله کردند. همچنین گزارش شده که نیروهای انتظامی به سوی مردم تیراندازی کرده‌اند.[۴۹]
- در شهر مشهد در میدان ۱۵ خرداد و منطقه تقی‌آباد، درگیری‌هایی بین مردم و نیروهای بسیج به وجود آمد.[۴۹] در این شهر بیش از ۱۰۰ نفر بازداشت شدند.[۵۳]
- در شهر شیراز درگیری‌های پراکنده‌ای در اطراف میدان ستاد و خیابان‌های فرعی مناطق مرکزی شهر جریان داشته‌است.[۴۹]
- در اهواز بیش از ۵۰ نفر طی حمله‌ای شدید و وحشیانه بازداشت شدند.[۵۳]

### در دیگر کشورها
به دلیل تجمعات معترضان، میهمانی‌های سفارت خانه‌های ایران بمناسبت سالگرد پیروزی انقلاب در بروکسل، آلمان و مقر سازمان ملل متحد لغو گردید. همچنین شهرهای مهم اروپا و آمریکا شاهد تظاهرات هزاران ایرانی ضد دولت ایران بود. درشهر کلن ایرانیان با انجام تظاهرات وسیعی با خودروهای خود به خیابان‌ها آمدند و در پایان این تظاهرات طی یک گردهمایی وسیع به شعار دادن علیه حکومت ایران پرداختند.

## حمله‌ها و دستگیری‌ها توسط نیروهای حکومتی

### جلوگیری از حضور میرحسین موسوی و ضرب و شتم زهرا رهنورد
میر حسین موسوی صبح روز ۲۲ بهمن از خیابان آزادی و کنار سازمان حج و زیارت قصد پیوستن به معترضان را داشت که لباس شخصی‌ها، گارد ویژه و افراد باتوم به دست او را محاصره کردند و از حضور او در میان مردم حاضر در میدان آزادی جلوگیری کردند.
زهرا رهنورد هم که از میدان صادقیه قصد شرکت در راهپیمایی را داشت با محاصره و حمله نیروهای لباس شخصی مواجه شد. لباس شخصی‌ها با باتوم و مشت به رهنورد حمله کرده و سر و کمر او را مورد اصابت قرار دادند.

### حمله به مهدی کروبی و دستگیری و شکنجه فرزندش
مهدی کروبی همان‌طور که از پیش اعلام کرده‌بود در راه‌پیمایی شرکت کرد، اما دقایقی پس از حضور در خیابان اشرفی اصفهانی، او و همراهانش در آستانه ورود به میدان صادقیه، توسط نیروهای لباس شخصی و یگان ویژه مورد حمله قرار گرفتند. حسین کروبی فرزند مهدی کروبی در گفتگو با رادیو فردا، گفت که این نیروها در حمله به کروبی و همراهانش از گاز اشک‌آور، باتوم و گلوله‌های رنگی استفاده کرده‌اند.
وی حمله مأموران حکومتی به مهدی کروبی و هواداران پیرامون او را «خشن‌ترین برخورد» هشت‌ماهه اخیر خواند و گفت افزون بر شلیک گاز اشک‌آور توسط نیروی انتظامی، لباس شخصی‌ها با اسپری‌های ویژه دفاع شخصی، گاز اشک‌آور را به صورت مهدی کروبی پاشیدند. عواقب این حملات، سوزش شدید صورت و ریه کروبی پس از چند ساعت و نیز راهی شدن یکی از محافظان او به بیمارستان بوده‌است. او همچنین با اشاره به سر ندادن شعارهای تند و افراطی توسط معترضان، تمام برنامه حکومت را جلوگیری از پیوستن کروبی به هواداران جنبش سبز و به‌طور کلی ممانعت از شرکت او در راهپیمایی دانست. حسین کروبی همچنین از دستگیری چند نفر از اطرافیان و علاقه‌مندان کروبی در چند روز گذشته و نیز احضار برخی دیگر به اداره اطلاعات، برای اخذ تعهد کتبی به منظور عدم همراهی کروبی در مراسم‌ها خبر داد. در این حادثه علی کروبی، فرزند مهدی کروبی توسط نیروهای امنیتی دستگیر شد و به مسجد امیرالمؤمنین منتقل شد. نیروهای حکومتی او را به شدت مورد شکنجه و تهدید قرار دادند که منجر به انتشار نامه‌ای سرگشاده از سوی فاطمه کروبی (همسر مهدی کروبی) خطاب به خامنه‌ای شد.

### حمله به محمد خاتمی
صبحگاه ۲۲ بهمن، سید محمد خاتمی برای شرکت در راهپیمایی در خیابان شادمهر، منتهی به خیابان آزادی به میان مردم آمد و مورد استقبال قرار گرفت. پس از دقایقی عده‌ای از گروه فشار مجهز به «بی‌سیم، گاز اشک‌آور و چوبدستی‌های شوک آور»، همراه با «فحش‌های رکیک» و «اهانت به مردم و شخصیت‌ها»، اقدام به حمله به او و اطرافیانش کردند. در ادامه وی برای «پرهیز از مورد اهانت قرار گرفتن مردم» از ادامه راهپیمایی خودداری کرد و مردم در حمایت از وی شعارهایی دادند.

### بازداشت موقت محمدرضا خاتمی و همسرش
خبرگزاری رویترز به نقل از وبگاه جَرَس گزارش داد زهرا اشراقی (نوهٔ سید روح‌الله خمینی) و محمدرضا خاتمی در جریان تظاهرات امروز برای مدت کوتاهی بازداشت شده‌اند، اما وبگاه‌های حامی دولت این خبر را تکذیب کردند و ادعا کردند به منظور حفظ سلامت خاتمی و اشراقی، آن‌ها تحت‌الحفظ به سمت اتومبیل شان هدایت شدند.

## محدودیت‌های ایجاد شده برای تظاهرات

### محدودیت‌های مخابراتی و ارتباطی
روزنامه تهران امروز در تاریخ ۱۷ بهمن ۱۳۸۸، از بروز اختلال در سامانهٔ پیام کوتاه هم‌زمان با بروز اختلال و قطعی سراسری در شبکه اینترنت کشور خبر داد. این روزنامه نوشت «از صبح روز جمعه ۱۶ بهمن‌ماه سرویس پیام کوتاه با اختلالات گسترده‌ای روبه‌رو شده‌است.» به نوشته این روزنامه هر چند طی هفته پیش از آن نیز برخی از مشترکان در مناطق مختلفی از شهر تهران برای ارسال پیامک با مشکل مواجه بودند اما روابط عمومی شرکت ارتباطات سیار وجود هرگونه اختلال در شبکه پیام کوتاه را رد کرد. مدیر روابط عمومی شرکت ارتباطات سیار به این روزنامه وعده داد در صورتی که این اختلال ناشی از مشکلات فنی باشد روز شنبه دلیل آن بررسی و اعلام خواهد شد.

### اختلال و فیلتر اینترنتی
در آستانه ۲۲ بهمن کاربران اینترنت در ایران با افت شدید سرعت اینترنت و محدودیت در استفاده از برخی سرویس‌های اینترنتی مانند جی‌میل مواجه شدند. معترضان و مخالفان دولت، دلیل ایجاد این اختلالات و محدودیت‌ها را جلوگیری حکومت از ارسال اخبار و تصاویر سرکوب اعتراضات توسط کاربران ایرانی و نیز سد کردن تمامی راه‌های ارتباطی مخالفان با یکدیگر و با دنیای خارج می‌دانند.
در آستانه این روز، اینترنت در ایران با اختلال شدید یا قطع کامل آن روبرو بود. تمامی سرویس‌های ارائه اینترنت، از جمله ای‌دی‌اس‌ال تا دیال‌آپ از صبح روز دوشنبه ۱۹ بهمن ۱۳۸۸ در شهر مشهد و تمامی شهرهای استان‌های خراسان رضوی، خراسان جنوبی و خراسان شمالی قطع شد. این در حالی بود که دسترسی به اینترنت از شب قبل از آن به سختی و با قطع و وصل مکرر در مشهد صورت می‌پذیرفت. همچنین از عصر روز دوشنبه ۱۹ بهمن ۱۳۸۸ ناگهان اینترنت در استان کرمانشاه به‌طور کامل قطع شد. مدیر عامل شرکت مخابرات استان کرمانشاه گفت «این قطعی به استان ارتباطی ندارد.»
در برخی از شهرهای شمالی نیز اینترنت با قطعی مکرر روبرو شد و در تهران نیز با اختلالاتی روبرو بود.
یک مقام مسئول در شرکت ارتباطات زیرساخت اعلام کرد «در روز ۱۲ بهمن، کابل جاسک – فجیره قطع شد و به این ترتیب حدود ۳۰ درصد ظرفیت اینترنت کشور کاهش یافت.» او گفت علت قطعی این کابل «هنوز مشخص نیست و اختلال در شبکه اینترنت طی چند روز آینده نیز ادامه خواهد داشت.»
شرکت گوگل در بیانیه‌ای در روز چهارشنبه ۲۱ بهمن گفته‌است: «ما کاهش چشمگیر ترافیک (کاربران ایرانی) را تأیید می‌کنیم و با تاسف می‌گوییم بررسی‌های ما نشان می‌دهد که مشکل از شبکه‌های ما نیست و برخی موارد است که در کنترل ما نیست.»

### محدودیت‌های اطلاع‌رسانی و رسانه‌ای
در حالی که یک مقام وزارت ارشاد جمهوری اسلامی گفته بود که ۲۴۲ «نماینده رسانه‌های خارجی» برای پوشش راه‌پیمایی ۲۲ بهمن به تهران آمده بودند، اما این رسانه‌های خارجی مانند خبرگزاری فرانسه، گفتند فقط مجاز به گزارش سخنرانی محمود احمدی‌نژاد و تهیه گزارش فقط از میدان آزادی به‌صورت کنترل‌شده هستند. براساس گزارش روزنامه گاردین بسیاری از روزنامه‌نگاران غربی همچون روزنامه‌نگار گاردین نتوانستند برای ورود به ایران ویزا دریافت کنند و همچنین همراه خبرنگاران خارجی درایران، افرادی از وزارت ارشاد به عنوان مشاور به تظاهرات در میدان فرستاده شدند و به خبرنگاران هشدار داده شد که اجازه انتشار اخبار تظاهرات مخالفان را ندارند.

### پارازیت
بی‌بی‌سی، صدای آمریکا و دویچه وله از ارسال پارازیت در روز تظاهرات درایران بر روی برنامه‌های این شبکه‌ها انتقاد کردند واعلام کردند که این اقدام ایران درحالی است که این کشور به صورت آزادانه اقدام به پخش برنامه‌های خود به زبان انگلیسی و عربی درسراسر جهان می‌کند.

## واکنش‌ها و بیانیه‌ها پس از راهپیمایی
- جبهه مشارکت ایران با انتشار بیانیه‌ای، ضمن تقدیر از حضور مردم در راهپیمائی ۲۲ بهمن، نسبت به «خشونت ورزی حامیان دولت» در رویارویی با «حضور منظم و مسالمت‌آمیز اعضا و رهبران جنبش سبز» اعتراض کرد.[۷۷]
- مجمع روحانیون مبارز، اصلی‌ترین تشکل روحانیان اصلاح‌طلب در بیانیه‌ای ضمن تشکر از شرکت‌کنندگان در راهپیمایی ۲۲ بهمن، و با اشاره به آنچه «مقابله جریان خشونت‌گرا و انحصارطلب با مردم اصلاح‌طلب در روز ۲۲ بهمن» خوانده‌است، خواستار برخورد قاطع و خشکاندن «این جریان فتنه» شد. این تشکل روحانیان اصلاح‌طلب در توصیف این «جریان فتنه» به اقداماتی از جمله «سوء استفاده از اجتماعات مردمی»، «بهره‌گیری از ابزارهای قدرت برای مقابله خشن و شدید با بخش وسیعی از مردم»، «حمل آزادانه پلاکاردهای موهن» و «توزیع انواع نشریات و لوح‌های فشرده حاوی بدترین اهانت‌ها و تهمت‌ها علیه یاران امام و پیشتازان عرصه جهاد و مبارزه و انقلاب»، «ضرب و شتم مردم معترض» و حمله به شخصیت‌هایی چون میرحسین موسوی، مهدی کروبی و محمد خاتمی اشاره کرده‌است.[۷۸][۷۹]
- سازمان مجاهدین انقلاب اسلامی ایران، در بیانیه‌ای به دنبال برگزاری راهپیمایی ۲۲ بهمن و «برخی تلاش‌ها برای مصادرهُ این راهپیمایی»، ضمن تشکر از مردم برای شرکت در راهپیمایی «سالگرد پیروزی انقلاب اسلامی» و «تقبیح اعمال خشونت» انجام شده در جریان آن، «مراتب تأسف عمیق» خود را از واکنش‌های «تنگ نظرانه و تلاش‌های فرصت طلبانه‌ای» که بلافاصله از همان روز ۲۲ بهمن به منظور «تحریف و مصادره این حضور معنادار» صورت گرفت اعلام داشت.[۸۰]
- حسین همدانی فرمانده سپاه محمد رسول‌الله تهران با بیان این‌که تلاش ما بر این بود که مسیر راه‌پیمایی ۲۲ بهمن در تهران، پادگانی نشود، اظهارداشت مردم همان‌طور که در حوادث مشاهده کردند، در آن روز نیز تنها پلیس امنیت و پلیس نظم در خیابان‌ها حضور داشتند.[۸۱]